# ステファン・ミルン
ステファン・ミルン（Stephen Miln、1966年2月26日 - ）は、ニュージーランドのラグビー指導者。

## プロフィール
- ニュージーランド出身。
- 現役時代のポジションはフルバック(FB)。
- 息子のコビーはラグビー選手[1]。(現・宗像サニックスブルース)。
- 日本代表通算キャップ数は5。
- マオリ・オールブラックスに選ばれたことがある。
- 7人制日本代表に選ばれたことがある。

## 略歴
現役時代、マツダ・鐘淵化学・本田技研でプレーしていた。
1997年、ラグビーワールドカップセブンズ1997の7人制日本代表に選ばれた。
1998年5月3日に行われたパシフィック・リム選手権カナダ戦で日本代表初キャップを獲得した。
現役引退後、Honda・7人制日本代表のコーチを歴任していた。